# Viersprong (verkeer)
Een viersprong is een kruispunt met vier armen. Kruispunt is in het Nederlands gebruikelijk, viersprong wordt vooral gebruikt wanneer er tussen de vier armen van het kruispunt een hoek voorkomt, die geen rechte hoek is.
Een viersprong is een veelvoorkomende vorm van een kruispunt. Bij een rechthoekig stratenpatroon sluiten alle wegen in een stad loodrecht op elkaar aan. Dit komt in de Verenigde Staten veel voor. Hierbij zijn de meeste kruispunten viersprongen.
Bajonetkruispunt · Continuous-flow intersection · Driesprong (T-splitsing, Y-splitsing) · Hook turn · Jughandle · Kwadrantkruispunt · Michigan left · Superstreet · Viersprong